# Hemidactylus pieresii
Hemidactylus pieresii là một loài thằn lằn trong họ Gekkonidae. Loài này được Kelaart mô tả khoa học đầu tiên năm 1852.